# Du Jing
Du Jing (født 23. juni 1984 i Anshan) er en kinesisk badmintonspiller.
Hendes største internationale sejr, var da hun repræsenterede Kina under Sommer-OL 2008 i Beijing, Kina og fik en guldmedalje sammen med Yu Yang. Hun kom også en fjerdeplads i VM i 2007.